# Tacarcunaskogssångare
Tacarcunaskogssångare(Basileuterus tacarcunae) är en fågel i familjen skogssångare inom ordningen tättingar.

## Utbredning och systematik
Fågeln förekommer i östra Panama och nordvästra Colombia. Den betraktades tidigare som en underart till trestrimmig skogssångare (B. tristriatus).

## Status
Arten har ett litet utbredningsområde, men beståndet tros vara stabilt. IUCN kategoriserar den som livskraftig.

## Namn
Fågelns svenska och vetenskapliga artnamn syftar på Cerro Tacarcuna, ett berg i Serranía del Darién i Panama, nära gränsen till Colombia.